# Рогожників Іван Анатолійович
Рогожників Іван Анатолійович (18 вересня 1877 — ?) — підполковник Армії УНР.

## Біографія
Народився у місті Казань.
У російській армії — підполковник.
З 11 грудня 1920 року — приділений до штабу 20-го куреня 7-ї бригади 3-ї Залізної стрілецької дивізії Армії УНР.
Подальша доля невідома.